# 石油企業
石油企業（せきゆきぎょう）は、石油精製や石油製品の販売を行う企業。

## 企業類型
石油企業の企業類型はメジャーズ（大手国際石油資本）、産油国国策石油企業、非産油国国策石油企業に分けることができる。

### 大手国際石油資本
上流部門と呼ばれる原油の探鉱・開発・生産のから下流部門と呼ばれる精製・輸送・販売まで一貫して扱う世界的な規模の企業。20世紀末からメジャー各社は大合併時代を迎えて企業規模がさらに大きくなり「スーパーメジャー」と呼ばれる企業が出現した。
- エクソンモービル（Exxon Mobil）（米国）
- シェブロン（Chevron）（英国）
- BP（英国）
- シェル（Shell）（英国）

### 産油国国策石油企業
石油や天然ガスの産出国で設立された国策企業で、世界市場ではメジャーズ（大手国際石油資本）に伍する地位をもつものもある。また、下流部門と呼ばれる精製・輸送・販売では上位を占める企業もある。
- サウジアラムコ（Saudi Aramco）
- イラン国営石油（NIOC）
- ベネズエラ国営石油会社（PDVSA）
- ガスプロム（ロシア）
- ルクオイル（ロシア）
- ロスネフチ（ロシア）
- ペメックス（メキシコ）
- ソナトラック（アルジェリア）
- ペトロブラス（ブラジル）
- カタール・ペトロリアム（QP）（カタール）
- ペトロナス（マレーシア）

### 非産油国国策石油企業
自国内のエネルギー資源が国内需要に満たない国において、国家の資源外交と一体となって戦略的な石油やガス資源の権益獲得を目指す企業で、ナショナル・フラッグ・オイル・カンパニーと呼ばれることもある。国営企業である場合もあれば民間企業の場合もある。
- 中国石油天然気集団（CNPC）（中国）
- 中国石油化工集団公司（中国）
- 中国海洋石油（CNOOC）（中国）
- Eni（イタリア）
- ONGC（インド）
- レプソル（スペイン）